# Tomas Gustafson
Tomas Gustafson   (Katrineholm, 28 de desembre de 1959) és un patinador de velocitat sobre gel suec, ja retirat, que va destacar durant la dècada del 1980.

## Biografia
Va néixer el 28 de desembre de 1959 a la ciutat de Katrineholm, població situada al comtat de Södermanland. Està casat amb Elisabet Gustafson, corredora i medallista olímpica de curling.

## Carrera esportiva
Va participar en els Jocs Olímpics d'Hivern de 1980 realitzats a Lake Placid (Estats Units), on finalitzà setè en la prova dels 1.500 m. i dotzè en els 5.000 i 10.000 metres. En els Jocs Olímpics d'Hivern de 1984 realitzats a Sarajevo (Iugoslàvia) aconseguí guanyar la medalla d'or en la prova dels 5.000 m. i la medalla de plata en els 10.000 metres, a més de finalitzar 36è en els 500 metres. En els Jocs Olímpics d'Hivern de 1988 realitzats a Calgary (Canadà) aconseguí guanyar dues medalles d'or en les dues proves que va disputar, els 5.000 m. i els 10.000 metres, establint a més un nou rècord olímpic en aquesta última prova. En els Jocs Olímpics d'Hivern de 1992 realitzats a Albertville (França) participà únicament en la prova dels 5.000 metres, finalitzant en tretzena posició.
Al llarg de la seva carrera aconseguí guanyar la medalla de plata en el Campionat del Món de patinatge de velocitat sobre gel l'any 1983 en la prova de combinada, i en el Campionat d'Europa de patinatge de velocitat sobre gel aconseguí guanyar quatre medalles, destacant els ors aconseguits en la combinada en els anys 1982 i 1986.

### Rècords olímpics
| Distància | Temps    | Data                 | Seu     |
| --------- | -------- | -------------------- | ------- |
| 10.000 m  | 14:23.59 | 31 de gener de 1982  | Oslo    |
| 10.000 m  | 13:48.20 | 21 de febrer de 1988 | Calgary |

### Rècords personals
| Distància | Temps    | Data                   | Seu        |
| --------- | -------- | ---------------------- | ---------- |
| 500 m     | 38.10    | 19 de gener de 1990    | Heerenveen |
| 1.000 m   | 1:18.48  | 15 de març de 1981     | Savalen    |
| 1.500 m   | 1:53.22  | 8 de desembre de 1990  | Calgary    |
| 3.000 m   | 4:03.17  | 26 de desembre de 1987 | Calgary    |
| 5.000 m   | 6:44.51  | 4 de desembre de 1987  | Inzell     |
| 10.000 m  | 13:48.20 | 21 de febrer de 1988   | Calgary    |
| Samalog   | 160.347  | 21 de gener de 1990    | Heerenveen |